# شان بیکر
شان بِیکر (انگلیسی: Sean Baker؛ زادهٔ ۲۶ فوریه ۱۹۷۱) فیلم‌ساز آمریکایی است. او بیشتر به‌خاطر کارگردانی فیلم‌های بلند مستقلی دربارهٔ زندگی افراد حاشیه‌نشین، به‌ویژه مهاجران و کارگران جنسی شناخته می‌شود. فیلم‌های او شامل استارلت (۲۰۱۲)، نارنگی (۲۰۱۵)، پروژه فلوریدا (۲۰۱۷)، موشک قرمز (۲۰۲۱) و آنورا (۲۰۲۴) می‌شوند.
بِیکر برای ساخت آنورا جوایز بسیاری شامل نخل طلای جشنواره فیلم کن ۲۰۲۴ را دریافت کرد. او نخستین شخصی است که برای یک فیلم چهار جایزه اسکار (بهترین فیلم، بهترین کارگردانی، بهترین فیلم‌نامه غیراقتباسی و بهترین تدوین) را برنده شد.

## اوایل زندگی
شان بیکر در ۲۶ فوریه ۱۹۷۱ در سامیت، نیوجرسی به دنیا آمد، و در منطقه شورت هیلز در ملبورن و در برانچبورگ، نیوجرسی بزرگ شد. مادرش معلم و پدرش وکیل ثبت اختراع بود. پدرش نماینده شرکت تولیدی Baker and Baker در اختلاف بر سر عنوان فیلم Take Out (۲۰۰۴) به کارگردانی شان بود. بیکر یک خواهر دارد که موسیقی‌دان حرفه‌ای سینث-پاپ و طراح تولید است و او در هر دو سمت در فیلم‌های برادرش مشارکت داشته است.

## فیلم‌شناسی
| سال  | عنوان              | کارگردان | نویسنده | تهیه‌کننده | تدوین‌گر | توضیحات          | منابع |
| ---- | ------------------ | -------- | ------- | --------- | ------- | ---------------- | ----- |
| ۲۰۰۰ | Four Letter Words  | آری      | آری     | نه        | آری     |                  |       |
| ۲۰۰۴ | Take Out           | آری      | آری     | آری       | آری     | کارگردانی مشترک  |       |
| ۲۰۰۸ | Prince of Broadway | آری      | آری     | آری       | آری     | همچنین فیلم‌بردار |       |
| ۲۰۱۲ | استارلت            | آری      | آری     | آری       | آری     |                  |       |
| ۲۰۱۵ | نارنگی             | آری      | آری     | آری       | آری     | همچنین فیلم‌بردار |       |
| ۲۰۱۷ | پروژه فلوریدا      | آری      | آری     | آری       | آری     |                  |       |
| ۲۰۲۱ | موشک قرمز          | آری      | آری     | آری       | آری     |                  |       |
| ۲۰۲۴ | آنورا              | آری      | آری     | آری       | آری     |                  |       |